# Pilaitė
Pilaitė är en stadsdel i Litauens huvudstad Vilnius, 6 km väster om stadens centrum. Pilaitė ligger 158 meter över havet och antalet invånare är 20 320.